# عمرو بن عبد الله الجندعي
عمرو بن عبد الله الجندعي كان من أصحاب الحسين بن علي، واستُشهد يوم عاشوراء في غزوة كربلاء.

## السيرة
عمرو بن عبد الله الجندعي من همدان وانضم إلى جيش الحسين بن علي.

## في يوم عاشوراء
وبحسب بعض المصادر استُشهد عمرو في أول هجوم لجيش عمر بن سعد على أصحاب الحسين قبل يوم عاشوراء ولكن في مصادر أخرى يذكر أن عمرو سقط مغشيًّا عليه بسبب الجروح الكثيرة التي تلقاها والضربات على رأسه، فأخرجته عائلته من ساحة المعركة، وتُوفي بعد عام واحد. وفي زيارة الشهداء يُقرأ: «السلام على المرتث»، والمرتث هو من جُرح في المعركة ونُقل خارجها